# Hauturua
Hauturua is een geslacht van uitgestorven weekdieren uit de klasse van de Gastropoda (slakken).

## Soorten
- Hauturua bijuga (Marwick, 1931) †
- Hauturua exiguescens (Marwick, 1931) †
- Hauturua laevella (Marwick, 1931) †
- Hauturua vellai (Beu, 1970) †